# Euseius ghilarovi
Euseius ghilarovi är en spindeldjursart som beskrevs av Kolodochka 1988. Euseius ghilarovi ingår i släktet Euseius och familjen Phytoseiidae. Inga underarter finns listade i Catalogue of Life.